# ماركو كانيرفا
ماركو كانيرفا (بالفنلندية: Markku Kanerva) (24 مايو 1964 بهلسنكي في فنلندا - ) هو مدرب كرة قدم ولاعب كرة قدم فنلندي في مركز الدفاع. شارك مع منتخب فنلندا لكرة القدم. أما مع النوادي، فقد لعب مع نادي إلفسبورغ ونادي هلسنكي وهونكا وفينبا.

## روابط خارجية
- ماركو كانيرفا على موقع الاتحاد الأوربي (الإنجليزية)
- ماركو كانيرفا على موقع قاعدة بيانات كرة القدم.إي يو (الإنجليزية)
- ماركو كانيرفا على موقع ناشيونال فوتبول تيمز (الإنجليزية)
- ماركو كانيرفا على موقع Soccerway.com (الإنجليزية)
- ماركو كانيرفا على موقع عالم كرة القدم.نت (الإنجليزية)